# Прохоровское (Донецкая область)
Прохоровское (укр. Прохорівське) — село в Старобешевском районе Донецкой области Украины. Под контролем самопровозглашённой Донецкой Народной Республики.

## География

#### Соседние населённые пункты по странам света
СЗ: Горбатенко, Чумаки
З: Береговое, Новокатериновка
ЮЗ: Войково, Подгорное, Ребриково, Петровское, город Комсомольское
Ю: Ленинское
С: Осыково
СВ: Клёновка
В: Шмидта, Петренки, Строитель, Шевченко
ЮВ: Колоски, Бурное

## Население
Население по переписи 2001 года составляло 218 человек.

## Общие сведения
Код КОАТУУ — 1424584605. Почтовый индекс — 87240. Телефонный код — 6253.

## Адрес местного совета
87240, Донецкая область, Старобешевский р-н, с.Новокатериновка, ул.Ленина